# Інгапірка

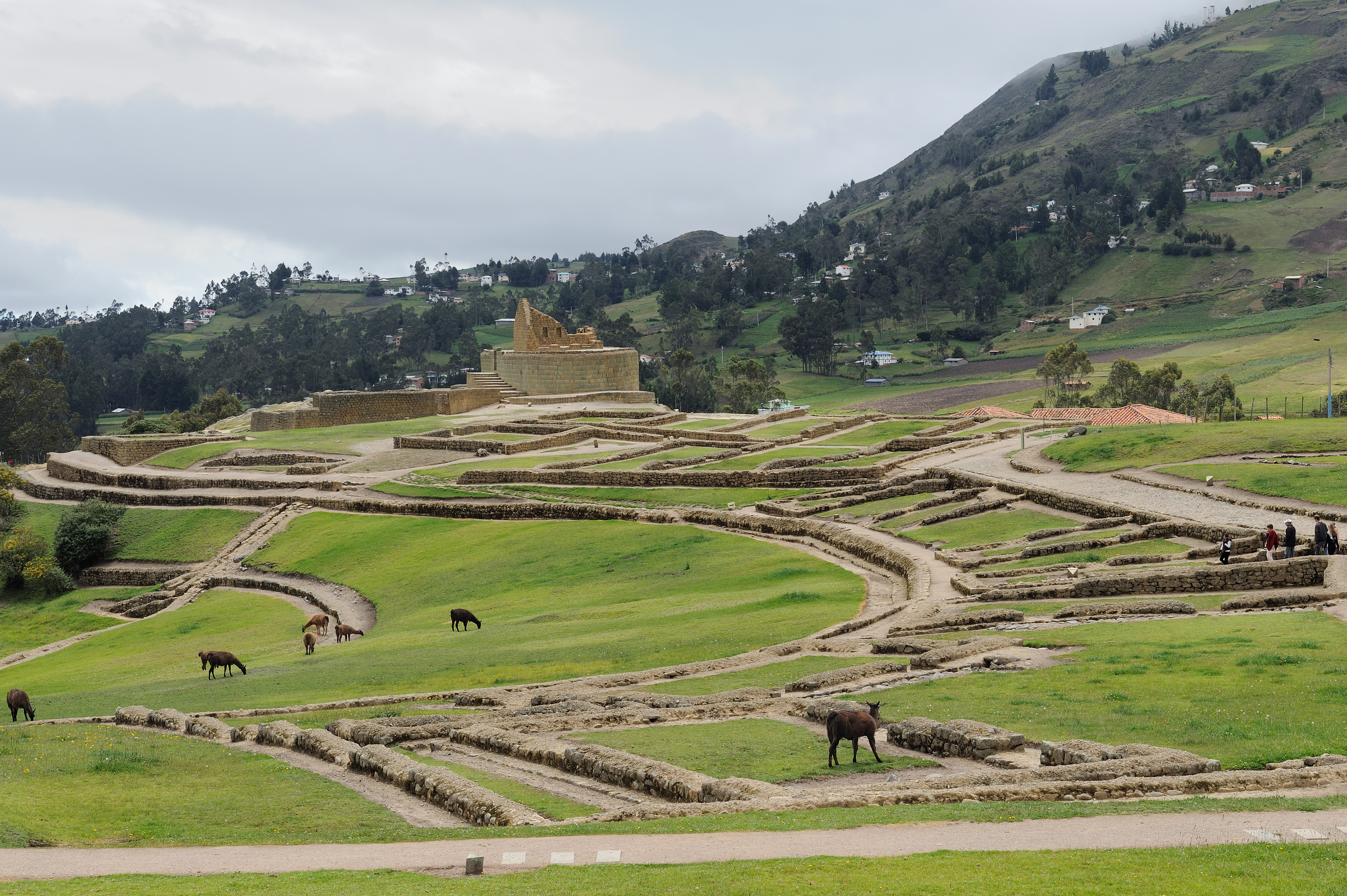
Руїни Інгапірки

Інгапірка (Inkapirka) — стародавнє андське місто часів імперії інків Тауантінсую. Час зведення невідомий. Руїни міста, знаходяться близько за 80 км від містечка Куенка. Назва перекладається як «Інкська стіна». Є визначною археологічною пам'яткою Еквадору. Розкопки відбулися у 1974–1975 роках.

## Опис
Інгапірка розташована у гірській частині, на висоті 3160 м над рівнем моря та 16 км від міста Каньяр (провінція Каньяр, Еквадор).
Спочатку тут розташовувалося старовинна фортеця племені каньярі Хатун Каньяр. Після його підкорення армією Сапа Інки Тупак Юпанкі, за наказом останнього тут зведено класичне інкське місто з відповідними атрибутами: храмом Сонця, кам'яними будівлями, каналами, акведуками, резервуарами, освітніми закладами, тамбо. Інгапірка розташовувалася на важливому шляху, що вів до м. Кіту. За часів імператора Уайни Капака розбудова міста було продовжена. В цей час зводиться велична астрономічна обсерваторія.
Місто Інгапірка на сьогодні збереглося в досить непоганому стані. Школа, склад, будинки і різні підсобні приміщення часів інків майже не були знищені. Основною прикрасою міста є храм Сонця. Конструкція храму настільки незвичайна, що техніка, за якою будували інки, вражає дослідників дотепер.
У 2010 році на глибині 2,5 м під церемоніальним майданчиком віднайдено незвичайні округлі камені в формі конусів. За основу священного предмету, був взятий камінь вулканічного походження — андезит. В часи існування інків, це були найбільші святині і найдорогоцінніші камені. Їх походження і форма, вважають вчені, допомагали інкам одержувати зв'язок між царством мертвих, між живими та неземними цивілізаціями. Ці камені, отримали назву «Три свячених каменя інків».
Сам храм, теж незвичайний, його стіни збудовані з нахилом всередину, а величезні кам'яні плити, підігнані настільки чітко, що сучасні архітектори дивуються, як за умов технологій доступних інкам можна було створити таку монументальну споруду.
Недалеко від міста, є ще одне дуже цікаве і незвичайне місце. В скелі, незрозумілим способом, висічений профіль людини-інка. Особливо вражає ідеальний профіль особи.